# Antonio de Celano
Antonio de Celano (falecido em 1455) foi um prelado católico romano que serviu como bispo de Lettere-Gragnano (1440–1455).

## Biografia
No dia 26 de setembro de 1440, Antonio de Celano foi nomeado durante o papado de Eugênio IV como Bispo de Lettere-Gragnano. Celano serviu como Bispo de Lettere-Gragnano até à sua morte em 1455.